# Irakli Meschija
Irakli Heorhijewycz Meschija, ukr. Іраклі Георгієвич Месхія, gruz. ირაკლი მესხია, Irakli Meschia (ur. 7 stycznia 1993 roku w Gali, Gruzja) – ukraiński piłkarz pochodzenia gruzińskiego, grający na pozycji pomocnika.

## Kariera piłkarska

### Kariera klubowa
Mając 5 lat zaczął brać lekcje gry w piłkę nożna. Aby rozwijać karierę piłkarza syna jego rodzice zdecydowały się przenieść do ukraińskiego Kijowa. Wychowanek Szkoły Piłkarskiej klubu Obołoń Kijów, barwy którego bronił w juniorskich mistrzostwach Ukrainy (DJuFL). Jesienią 2009 rozpoczął karierę piłkarską w drużynie młodzieżowej Obołoni, a 24 marca 2012 debiutował w pierwszym składzie Obołoni. Zimą 2013 po rozformowaniu klubu otrzymał status wolnego klienta i wkrótce został piłkarzem Metalista Charków. We wrześniu 2013 został wypożyczony do SK Zestaponi. Podczas przerwy zimowej sezonu 2013/14 przeszedł do czwartoligowego klubu Karkonosze Jelenia Góra. 19 lipca 2014 zasilił skład Stomilu Olsztyn. 5 sierpnia 2016 przeniósł się do pierwszoligowej Chojniczanki Chojnice, zaś 10 lipca 2017 został zawodnikiem drugoligowej Wisły Puławy.
17 lipca 2018 podpisał kontrakt z Motorem Lublin.

### Kariera reprezentacyjna
Wcześniej występował w juniorskiej reprezentacji Ukrainy U-19, a potem bronił barw młodzieżowej reprezentacji Ukrainy.